# Ferðafélag Íslands

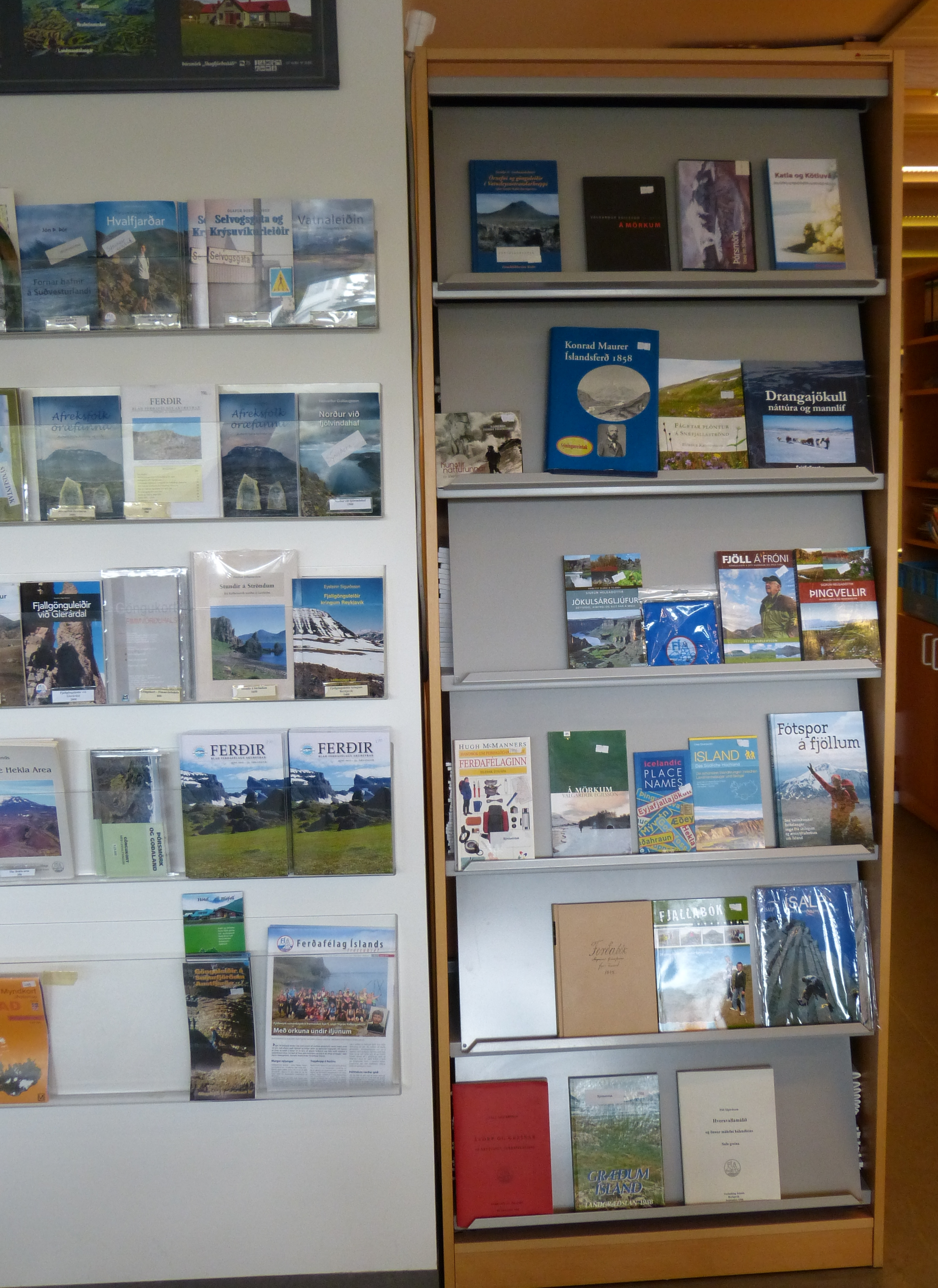
Bücher und Broschüren des Ferðafélag Íslands in seinen Geschäftsräumen in Reykjavík (2013)

Der Ferðafélag Íslands ist ein isländischer Wanderverein. Er wurde 1927 mit 63 Mitgliedern gegründet. 2009 hatte er etwa 7000 Mitglieder.
Der Verein veranstaltet Wanderungen und er betreibt Schutzhütten, besonders entlang der Trekkingpfade Laugavegur und des alten Kjalvegur, westlich der heutigen Straße. Die Berghütten können auch von Nichtmitgliedern genutzt werden. Besonders in der Hauptreisezeit ist eine Anmeldung erforderlich. Auch Jeeptouren ins Hochland werden vom Verein organisiert. Andere Berghütten in Island werden von anderen lokalen Vereinen betrieben.
Der Ferðafélag Íslands publiziert auch Bücher, Broschüren und Landkarten über Islands touristische Ziele und Geografie. So ist er auch Herausgeber der Árbækur (Jahrbücher), bebilderter Sachbücher über inzwischen fast alle Regionen Islands, die Geschichte, Geographie, Pflanzenwuchs und Tierleben der jeweiligen Region sehr detailliert erfassen. Sie werden seit 1928 in gebundener Form herausgegeben und umfassen bis zu 300 Seiten. Árbók 2009 stellt z. B. die Inselgruppe der Vestmannaeyjar vor.